# Steve Kenyon
Steve Kenyon (eigentlich: Stephen Kenyon; * 16. September 1951) ist ein ehemaliger britischer Langstreckenläufer.

## Leben
Viermal gewann er bei Crosslauf-Weltmeisterschaften mit der englischen Mannschaft eine Medaille: 1977 in Düsseldorf mit einem 29. Platz Silber, 1978 in Glasgow mit einem 42. Platz Bronze, 1980 in Paris mit einem 17. Platz Gold und 1982 in Rom mit einem 22. Platz Silber.
1979 wurde er Dritter beim New-York-City-Marathon. 1981 gewann er den Egmond-Halbmarathon, wurde Sechster bei der Februaraustragung des Tokyo International Men’s Marathons und siegte bei der Nacht von Borgholzhausen und beim Manchester-Marathon. 1982 wurde er englischer Marathonmeister, erreichte aber beim Marathon der Leichtathletik-Europameisterschaften in Athen nicht das Ziel.
1985 triumphierte er beim Great North Run. Im Jahr darauf wurde er bei diesem Rennen Dritter.

## Persönliche Bestzeiten
- 10.000 m: 28:20,29 min, 7. August 1981, London
- Halbmarathon: 1:01:31 h, 8. Juni 1986, South Shields
- Marathon: 2:11:40 h, 13. Juni 1982, Gateshead